# سيد مهدي باقر
سيد مهدي باقر جعفر مهدي ناصر (ولد في 14 أبريل 1994 في المنامة، البحرين) لاعب كرة قدم دولي بحريني يجيد اللعب في مركز قلب الدفاع. يلعب حاليا لصالح الرفاع الذي ينافس في الدوري البحريني الممتاز منذ 2019.